# Kodex kanonického práva z roku 1983

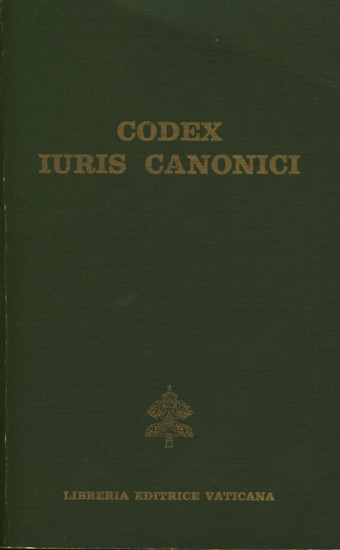
Obálka vydání Kodexu kanonického práva z roku 1983

Kodex kanonického práva z roku 1983 (zkráceně 1983 CIC z latinského názvu Codex Iuris Canonici), nazývaný také Janopavlovský kodex, je „základním souborem církevních zákonů pro latinskou církev“. Jedná se o druhou a současnou komplexní kodifikaci kanonického zákonodárství pro latinskou církev sui iuris katolické církve. Byl promulgován 25. ledna 1983 Janem Pavlem II. a právní účinnosti nabyl první neděli adventní (27. listopadu) 1983. Nahradil Kodex kanonického práva z roku 1917, který byl promulgován Benediktem XV. 27. května 1917.

## Historie

### Pozadí
Současný Kodex kanonického práva je druhou komplexní kodifikací neliturgických předpisů latinské církve, která nahradila Pio-Benediktinský kodex, jenž byl vyhlášen Benediktem XV. v roce 1917.
Když papež Jan XXIII. vyhlásil nový ekumenický koncil katolické církve, oznámil také záměr revidovat CIC z roku 1917.

### Práce
Pontificia Commissio Codici iuris canonici recognoscendo, která byla založena v roce 1963, pracovala na revizi Kodexu kanonického práva z roku 1917 po celý pontifikát Pavla VI. a dokončila ji v prvních letech pontifikátu Jana Pavla II.

### Sacræ disciplinæ leges
25. ledna 1983 Jan Pavel II. apoštolskou konstitucí Sacrae disciplinae leges vyhlásil Kodex kanonického práva z roku 1983 pro všechny členy katolické církve, kteří patřili k latinské církvi. Tato apoštolská konstituce zavedla Kodex kanonického práva z roku 1983 pro latinskou církev, který vstoupil v platnost první neděli následujícího adventu, tedy 27. listopadu 1983.
V proslovu k účastníkům kurzu na Gregoriánské univerzitě v Římě o novém Kodexu kanonického práva, který papež pronesl 21. listopadu 1983, označil nový kodex za „poslední dokument II. vatikánského koncilu“.

## Oficiální jazyk
Přestože existuje řada překladů kodexu z roku 1983, právní sílu má pouze původní latinský text.

## Ekleziologická inspirace kodexu z roku 1983
Dekret II. vatikánského koncilu Optatam totius (č. 16) vzhledem k rozhodnutí reformovat stávající kodex stanovil, že „učení kanonického práva má brát v úvahu tajemství církve podle dogmatické konstituce De Ecclesia“. Pio-benediktinský kodex z roku 1917 byl ve skutečnosti strukturován podle dělení římského práva na „normy, osoby, věci, procesy, tresty“.
Jan Pavel II. popsal ekleziologickou inspiraci Kodexu z roku 1983 takto:
| „ | Nástroj, kterým kodex je, plně odpovídá povaze církve, zejména tak, jak je navržen učením II. vatikánského koncilu obecně a zvláště jeho ekleziologickým učením. Vskutku, v jistém smyslu lze tento nový kodex chápat jako velkou snahu o překlad téhož učení, tedy koncilní ekleziologie, do kanonického jazyka. Jestliže však není možné dokonale přeložit do kanonického jazyka koncilní obraz církve, přesto by se v tomto obrazu měl vždy nacházet pokud možno jeho základní referenční bod. | “ |

Kodex z roku 1983 je tedy sestaven pokud možno podle „tajemství církve“, přičemž nejvýznamnější knihy – druhá, třetí a čtvrtá – odpovídají munus regendi, munus sanctificandi a munus docendi („poslání“ řízení, bohoslužby/posvěcování a učitelského úřadu), které zase vycházejí z královské, kněžské a prorocké úlohy či poslání Krista.

## Podrobně o struktuře
Kodex kanonického práva z roku 1983 obsahuje 1752 kánonů neboli zákonů, většinou rozdělených do paragrafů (označovaných „§“) a/nebo čísel (označovaných „°“). Proto by se citace kodexu zapsala jako kán. (nebo kánon) 934, §2, 1°.

### Pododdíly
Kodex je rozdělen do sedmi knih, které se dále dělí na části, oddíly, statě, hlavy a články. Ne každá kniha obsahuje všech pět pododdílů. Hierarchicky uspořádané pododdíly jsou tyto:
- Kniha (Liber)
  - Část (Pars)
    - Oddíl (Sectio)
      - Stať (Titulus)
        - Hlava (Caput)
          - Článek (Art.)

Většina kodexu nevyužívá všechna tato dělení, ale jedním z příkladů v českém překladu z roku 1994 je např.:
- „KNIHA II BOŽÍ LID;
  - ČÁST 2 HIERARCHICKÉ ZŘÍZENÍ CÍRKVE;
    - Oddíl 2 MÍSTNÍ CÍRKVE A JEJICH PŘESTAVENÍ;
      - Stať III – VNITŘNÍ USPOŘÁDÁNÍ MÍSTNÍCH CÍRKVÍ;
        - Hlava 2 – Diecézní kurie;
          - Článek 2 – Kancléř a ostatní notáři. Archívy.“

Základní jednotkou kodexu je kánon. Jeho dílčí části vypadají následovně
- Kánon (Kán. 321 –)
  - Paragraf (§, např.: – § 2.)
    - Číslo (°, např.: 3°)

Některé kánony obsahují „čísla“ bez „paragrafů“, zatímco většina kánonů obsahuje „paragrafy“ a většina „paragrafů“ neobsahuje „čísla“.

### Osnova
Osnova sedmi knih Kodexu kanonického práva z roku 1983 je následující:
- KNIHA I
Všeobecné normy (Kán. 1–203)
Vysvětluje obecné použití zákonů
- KNIHA II
Boží lid (Kán. 204–746)
Rozebírá práva a povinnosti laiků a duchovních a nastiňuje hierarchické uspořádání církve
- KNIHA III
Učitelský úřad církve (Kán. 747–833)
Křesťanská služba, misijní činnost, vzdělávání a sociální komunikace
- KNIHA IV
Posvěcující služba církve (Kán. 834–1253)
Svátosti a jiné bohoslužebné úkony; bohoslužebná místa; svátky a postní dny
- KNIHA V
Majetek církve (Kán. 1254–1310)
Vlastnictví, smlouvy a závěti; obdoba občanského obchodního práva
- KNIHA VI
Církevní tresty (Kán. 1311–1399)
Zločiny a tresty
- KNIHA VII
Soudní a mimosoudní řízení (Kán. 1400–1752)
Procesní právo; soudy a tribunály; zvláštní procesy; trestní řízení; správní řízení.

## Shrnutí

### Kniha I: Všeobecné normy (Kán. 1–203)
Tato část kodexu obsahuje obecná pravidla týkající se
- pramenů práva
- fyzických a právnických osob
- správy a úřadů
- počítání času

Prameny práva jsou zákony (včetně zvyků jako zvláštního způsobu legislativy z důvodu nutnosti schválení zákonodárcem), které obsahují univerzální předpisy, obecné vyhlášky (legislativní nebo prováděcí), instrukce a zákony, které se vztahují ke zvláštní skupině a v případě zákonů jsou touto skupinou samy uzákoněny, a správní akty, které rozhodují pouze o jednotlivých případech.
Osoby jsou fyzické nebo právnické osoby. Ne každý je považován za „fyzickou osobu“ podle definice kodexu z roku 1983, protože osobou s následnými povinnostmi a právy se člověk stává až křtem.
Kodex stanoví podmínky platnosti právního úkonu, zejména pokud jde o formu, donucení, nesprávné pochopení a chybějící účast.
Právní moc se dělí na tři složky: zákonodárnou, výkonnou a soudní. Schopnost provádět právní úkony může být spojena s úřadem nebo může být delegována na osobu. Jmenování a ztráta církevního úřadu jsou zákonem upraveny.
Čas upravuje předpis, který jde ruku v ruce s národními předpisy, ale lze ho dosáhnout pouze v dobré víře a časovými definicemi.

### Kniha II: Boží lid (kán. 204–746)
Kniha druhá popisuje „Boží lid“. Pojednává o obecných právech a povinnostech členů církve a dále o uspořádání církve od Svatého stolce až po místní farnost.
Hierarchické uspořádání řeholních a sekulárních institutů a společností apoštolského života je ukázáno v míře dostatečné pro vysvětlení rozsahu použitelnosti předpisů druhé části. Řeholní institut je společnost, v níž členové podle příslušného práva skládají veřejné sliby. Tato kniha je rozdělena do tří částí:
- Křesťanští věřící
- Hierarchické uspořádání církve
- Instituty zasvěceného života a společnosti apoštolského života

Věřícím křesťanům ukazuje společné povinnosti věřících, povinnosti laiků a povinnosti svěcených služebníků nebo kleriků se zvláštním zřetelem na formaci a inkardinaci a exkardinaci kleriků a osobních prelátů. Dále jsou konstituována sdružení křesťanských věřících, zejména jejich uznání za právnickou osobu, rozdělená na sdružení veřejná, soukromá a sdružení laiků.
Druhá část nese název „Hierarchické zřízení církve“. Tato část popisuje složení, práva a povinnosti nejvyššího orgánu církve, který se skládá z římského papeže, kolegia biskupů, biskupské synody, kolegia kardinálů, římské kurie a papežských legátů.
V otázce zasvěceného života kodex upřesňuje, že sekulární institut je institut zasvěceného života, v němž věřící křesťané žijící ve světě usilují o dokonalost lásky a snaží se přispívat k posvěcení světa, zejména zevnitř. Společnosti apoštolského života skládají sliby pouze soukromé povahy.

### Kniha III: Učitelský úřad církve (kán. 747–833)
Kniha III. popisuje učitelský úřad církve. Formami výuky jsou služba Božímu slovu v podobě kázání Božího slova a katechetického vyučování, misijní činnost církve, katolické vzdělávání ve školách, na katolických univerzitách a jiných vysokých školách a na církevních univerzitách a fakultách, komunikační nástroje a zejména knihy a konečně vyznání víry.

### Kniha IV: Posvěcující služba církve (kán. 834–1253)
Ve čtvrté knize je vysvětleno fungování církve a její duchovní úkony. Tato kniha se skládá ze tří částí
- svátosti
- ostatní bohoslužebné úkony
- posvátná místa a doby

Svátosti jsou křest, biřmování, eucharistie, smíření, pomazání nemocných, kněžství a manželství. U jednotlivých svátostí jsou popsány podmínky, obřad a jeho účastníci.
Dalšími úkony bohoslužby jsou svátostiny, liturgie hodin, církevní pohřby, úcta ke svatým, úcta k posvátných obrazům a relikviím, slib a přísaha.
Posvátná místa jsou ta, která jsou určena k bohoslužbě nebo k pohřbívání věřících. Kodex zná pět druhů posvátných míst: kostely, oratoře a soukromé kaple, svatyně, oltáře a hřbitovy. Posvátné dny jsou zasvěcené svátky, sváteční dny a kající dny.

### Kniha V: Majetek církve (kán. 1254–1310)
Tato část Corpus Iuris představuje úpravu občanského práva. Jsou zde obsaženy pokyny týkající se nabývání a správy věcí, zejména nabývání darováním buď aktem inter vivos, nebo aktem mortis causa, a smlouvy se zvláštní péčí o vyživovací povinnost.

### Kniha VI: Církevní tresty (kán. 1311–1399)
Tato kniha obsahuje kanonickou obdobu civilního trestního práva. Kniha má dvě části:
- delikty a tresty obecně
- tresty za jednotlivé delikty

První část deklaruje nutnost porušení zákona a ukazuje hranice a požadavky takového trestního zákona. Vymezuje důvody, které vylučují trestnost, jako je nedostatek užívání rozumu, nezletilost (méně než sedmnáct let), právní nebo skutkový omyl, chybějící zavinění nebo úmysl a sebeobrana. Dále popisuje případy z hlediska společenského jako spolupachatelství, úmyslné zavinění a pokus. Možné tresty jsou cenzury (exkomunikace a suspenze), tresty expiatorní (zákaz nebo příkaz týkající se pobytu na určitém místě nebo území, zbavení moci, úřadu, funkce, práva, výsady, způsobilosti, přízně, titulu nebo insignií) a trestní nápravná opatření a pokání. Nakonec je upraveno právo na aplikaci a zánik trestů.
Kánon 1374 implicitně odkazoval na trest exkomunikace pro svobodné zednáře, který byl prosazen kánonem 2335 kodexu z roku 1917, jenž právo stíhat a exkomunikovat římskokatolické svobodné zednáře svěřil výhradně papeži. V roce 1981 Posvátná kongregace pro nauku víry znovu potvrdila, že kanonické právo zakazuje „katolíkům pod trestem exkomunikace zapisovat se do zednářských nebo jiných podobných sdružení.“ Členství bylo stále zakázáno v dokumentu z roku 1983, ale důraz byl kladen na zákaz pro zednáře přijímat svaté přijímání.
Druhá část ukazuje jednotlivé delikty, rozdělené na delikty proti náboženství a jednotě církve, delikty proti církevním autoritám a svobodě církve, delikty proti zvláštním povinnostem, delikty proti lidskému životu a svobodě, uzurpování církevních funkcí a delikty při jejich výkonu a zločin lži. Kromě těchto případů (a případů uvedených v jiných zákonech) lze potrestat vnější porušení božského nebo kanonického práva, pokud zvláštní závažnost porušení vyžaduje trest a je naléhavě třeba zabránit skandálům nebo je napravit.

#### Revize z roku 2021
Katolická církev v červnu 2021 aktualizovala VI. knihu svého Kodexu kanonického práva z roku 1983 (v platnost vstoupila 8. prosince 2021) a stanovila jasnější pravidla pro řadu trestných činů, včetně sexuálních. Revize byla výsledkem dlouhého procesu zahájeného v roce 2009 s cílem lépe předcházet a řešit případy sexuálního zneužívání v katolické církvi, kterého se dopustily duchovní osoby na nezletilých dětech svěřených do jejich péče, ale také na zranitelných dospělých, nebo jiné sexuální delikty, které církev považuje za hříšné kvůli porušení kněžského celibátu v katolické církvi. Papež František, arcibiskup Filippo Iannone a další představitelé prohlásili, že biskupové byli v minulosti při trestání pachatelů příliš shovívaví, zčásti kvůli volnému prostoru, který umožňovalo vágní znění kanonického práva, a formálně zavedli laicizaci jako trest za některé sexuální delikty.
V katolické teologii je Dekalog (neboli Desatero) očíslován tak, že šesté přikázání zní „Nesesmilníš“. Katolická církev vykládá šesté přikázání mnohem šířeji než jen jako cizoložství (nemanželský sex) a týká se souboru přestupků proti čistotě. Z tohoto širokého výkladu šestého přikázání vycházejí revidovaná ustanovení o sexuálních deliktech. Ustanovení kánonu 1395 § 3 jsou založena na donucení, neboť vyžadují důkaz o použití „násilí, hrozeb nebo zneužití jeho autority“. Kánon 1398 § 1 popisuje sexuální trestné činy, u nichž byla oběť považována za neschopnou dát souhlas (z důvodu „obvyklého [nedokonalého] používání rozumu“). U osob považovaných za neschopné souhlasit neexistuje svobodně daný souhlas s pohlavním stykem.

### Kniha VII: Soudní a mimosoudní řízení (kán. 1400–1752)
Kniha VII. obsahuje soudní řízení. Je rozdělena do pěti částí.
- Obecné normy o soudech
- Soudní řízení sporné
- Některá zvláštní řízení
- Trestní řízení
- Řízení o správním odvolání zbavení farářů úřadu a jejich přeložení

#### Část 1
První část obecně definuje soudní systém, jeho dvě místní instance a římského papeže jako nejvyššího soudce se zastoupením tribunálů Apoštolského stolce, zejména Římské roty. Určuje účastníky soudního řízení, soudce, auditory a relátory, promotora spravedlnosti, obhájce svazku, notáře, navrhovatele, odpůrce a prokurátory pro soudní řízení a advokáty. Nakonec popisuje pravidla kázně, která mají být dodržována u tribunálů, s povinnostmi soudců a soudních úředníků, pořadím rozhodování, lhůtami a prodlevami, místem soudního řízení, osobami, které mají být připuštěny k soudu, způsobem přípravy a vedení listin a žalobami a výjimkami obecně i konkrétně.

#### Část 2
Sporné řízení začíná úvodním žalobním návrhem a citací a oznámením právního úkonu. Ke spojení věci dochází, když jsou podmínky sporu vymezeny soudcem, a to prostřednictvím usnesení soudce. Dále je v této části vysvětlen průběh soudního sporu, zejména nepřítomnost účastníka, vstup třetí osoby do řízení a dokazování. Existuje šest druhů důkazů: prohlášení stran, listiny, svědecké výpovědi, znalecké posudky, soudní ohledání a prohlídka a domněnky. Po provedení důkazů se listiny zveřejní, věc se uzavře a poté se projedná. Případ končí vynesením rozsudku soudce. Rozsudek lze napadnout stížností na neplatnost a odvoláním. Nakonec je upravena res iudicata a restitutio in integrum, výkon rozsudku, soudní výlohy a bezplatná právní pomoc. Jako alternativa k tomuto spornému řízení existuje možnost ústního sporného řízení.

#### Část 3
Třetí část definuje zvláštní procesy a jejich zvláštní předpisy, proces pro prohlášení neplatnosti manželství, případy rozluky manželů, proces pro dispens od manželství ratum sed non consummatum, proces v případě domnělé smrti manželů a případy pro prohlášení neplatnosti kněžského svěcení. V této části jsou také uvedeny způsoby, jak se vyhnout soudním procesům.

#### Část 4
Čtvrtá část uvádí průběh trestního řízení s předběžným vyšetřováním, soudním řízením a adhezním řízením.

#### Část 5
V poslední části jsou uvedeny způsoby řízení o administrativním opravném prostředku, který může podat každá osoba, která tvrdí, že byla poškozena dekretem, a odvolání nebo přeložení farářů s uvedením důvodů odvolání nebo přeložení.
Poslední kánon z roku 1752 končí teleologickou a právní zásadou, že nejvyšším zákonem církve je spása duší (obecně formulováno Salus animarum lex suprema est).

## Změny
Po vyhlášení Kodexu kanonického práva v roce 1983 jej papežové devětkrát novelizovali.

### Ad tuendam fidem
Dne 18. května 1998 vydal papež Jan Pavel II. motu proprio Ad tuendam fidem, kterým změnil dva kánony (750 a 1371) Kodexu kanonického práva z roku 1983 a také dva kánony (598 a 1436) Kodexu kánonů východních církví z roku 1990, aby přidal „nové normy, které výslovně ukládají povinnost zachovávat pravdy navržené definitivním způsobem magisteriem církve a které také stanoví související kanonické sankce“.

### Omnium in mentem
26. října 2009 vydal Benedikt XVI. motu proprio Omnium in Mentem, kterým změnil pět kánonů (1008, 1009, 1086, 1117, 1124) Kodexu kanonického práva z roku 1983 a objasnil, že mezi osobami ve svěceních získali pouze biskupové a kněží moc a poslání jednat v osobě Krista Hlavy, zatímco jáhni získali schopnost vykonávat diakonii služby, slova a lásky. Změny také odstranily formální odpad od katolické víry jako důvod, který katolíky zprošťuje kanonické formy manželství.

### Mitis Iudex Dominus Iesus
15. srpna 2015 vydal papež František motu proprio Mitis iudex Dominus Iesus, kterým změnil dvacet jedna kánonů (1671–1691), aby reformoval proces rozhodování o neplatnosti manželství. Dokument byl zveřejněn 8. září 2015.

### De concordia inter codices
Papež František vydal 31. května 2016 motu proprio De concordia inter codices, kterým změnil deset kánonů (111, 112, 535, 868, 1108, 1109, 1111, 1112, 1116 a 1127), aby sladil normy latinského Kodexu kanonického práva s normami Kodexu kánonů východních církví. Učinil tak po konzultaci s komisí odborníků na východní a latinské kanonické právo, kterou zorganizovala Papežská rada pro legislativní texty.

### Magnum principium
Papež František vydal 3. září 2017 motu proprio Magnum principium, kterým změnil jeden kánon (838) a udělil biskupským konferencím pravomoc nad liturgickými překlady.

### Communis vita
Dne 19. března 2019 vydal papež František apoštolský list motu proprio Communis vita, který zavádí ipso facto propuštění řeholníků a řeholnic, kteří jsou celý rok neoprávněně nepřítomni ve svém řeholním domě. Nahrazuje kánony 694 a 729 v plném rozsahu, přičemž vstupuje v platnost 10. dubna 2019.

### Authenticum charismatis
Dne 1. listopadu 2020 vydal papež František motu proprio Authenticum charismatis, kterým byl změněn kánon 579 tak, že diecézní biskupové latinské církve musí před vydáním dekretu o zřízení nového řeholního institutu diecézního práva získat předchozí povolení Apoštolského stolce, aby byla zajištěna jeho platnost. Vacatio legis platilo do 10. listopadu 2020.

### Spiritus Domini
Motu proprio Spiritus Domini bylo vydáno 11. ledna 2021; mění Kodex kanonického práva (kánon 230 § 1) a stanoví, že ustanovená služba akolyty a lektora je otevřena „laikům“, tj. mužům i ženám, namísto dosavadních „laiků (mužů)“. Tato změna podle Františka potvrzuje „doktrinální vývoj“, k němuž došlo v posledních letech.

### Pascite gregem Dei
Apoštolská konstituce Pascite gregem Dei změnila knihu VI. Její změny vstoupily v platnost 8. prosince 2021.

### Competentias quasdam decernere
Motu proprio Competentias quasdam decernere vydané 15. února 2022 změnilo některé kánony.

### Recognitum librum VI
Apoštolský list vydaný ve formě motu proprio, Recognitum librum VI, publikovaný 26. dubna 2022, mění jednu větu v kánonu 695.

### 18. května 2022rescriptum
Papež František změnil reskriptem zveřejněným 18. května 2022 kánon 588 §2 týkající se hlavních řeholních řádů. Změna stanovila, že po obdržení písemného povolení od Kongregace pro instituty zasvěceného života a společnosti apoštolského života může rada institutu zasvěceného života nebo společnosti apoštolského života papežského práva jmenovat nebo zvolit za hlavního představeného „neklerického člena“, tj. laika. Tato změna vstoupila v platnost okamžitě.

## Významné kánony
- Kánon 285, o činnostech katolických kněží neobvyklých pro duchovního, včetně služby ve veřejných úřadech
- Kánon 332 definuje papežskou abdikaci
- Kánon 844 upravuje communicatio in sacris
- Kánon 915 zakazuje podávat svaté přijímání těm, na které byl uvalen nebo vyhlášen trest exkomunikace nebo interdiktu, nebo kteří tvrdošíjně setrvávají ve zjevném těžkém hříchu
- Kánon 1324 upravuje zmírnění trestů
- Kánon 1397 § 2 se týká trestů, které hrozí těm, kdo provádějí potraty

## Východní ekvivalent
Jan Pavel II. později vyhlásil kodex kanonického práva pro 22 východních katolických církví sui iuris – Kodex kánonů východních církví – prostřednictvím apoštolské konstituce Sacri Canones z 18. října 1990.